# Molino dei Torti
Molino dei Torti (piemontiul: Molèj dij Tòrt) település Olaszországban, Piemont régióban, Alessandria megyében. Lakosainak száma 568 fő (2023. január 1.).

## Népesség
| Lakosok száma | 599  | 593  | 568  |
|               | 2017 | 2018 | 2023 |